# پارک ملی هاسکاران
پارک ملی هاسکاران یک پارک ملی در کوردیلرا بلانکا بخشی از رشته کوه‌های آند، در ناحیه انکاش در مرکز پرو است. بلندترین کوه در پرو در این پارک قرار گرفته است که اوآسکاران نامیده می‌شود و ۶٫۷۶۸ متر ارتفاع دارد. این پارک زیستگاه تعداد زیادی از حیوانات و گیاهان خاص همچون شیر کوهی، جگوار، شترچه، آهوی آندی شمالی، تاپیر آمریکای جنوبی و تعداد زیادی پرنده است. این پارک در سال ۱۹۸۵ در فهرست میراث جهانی یونسکو به ثبت رسید.